# Kōsuke Toriumi
Kōsuke Toriumi (jap. 鳥海 浩輔 Toriumi Kōsuke; ur. 16 maja 1973) – japoński seiyū pochodzący z Chigasaki w prefekturze Kanagawa. Pracuje dla Arts Vision.

## Filmografia
Ważniejsze role są pogrubione

### Seriale anime
- Arslan senki (Rajendra)
- Basilisk (Kouga Gennosuke)
- Black Blood Brothers (Zaza)
- Black Clover (Nozel Silva)
- Bleach (Szayel Aporro Grantz)
- Bobobō-bo Bō-bobo (Takashi)
- Broken Blade (Girge)
- Captain Tsubasa Road to 2002 (dorosły Taro Misaki)
- Darker than Black (Yutaka Kōno)
- Di Gi Charat (Rik Heisenberg)
- Erementar Gerad (Grayarts)
- Fairy Tail (Acnologia)
- Hakuōki Shinsengumi Kitan (Hajime Saitō)
- Hakuōki: Hekketsu Roku (Hajime Saitō)
- Hayate the Combat Butler (Himuro Saeki)
- Hungry Heart: Wild Striker (Kanō Kyōsuke)
- Junjō Romantica (Haruhiko Usami)
- Koisuru bōkun (Tetsuhiro Morinaga)
- Konjiki no Gash Bell!! (Ululu)
- Kaichō wa Maid-sama! (Soutarou Kanou)
- Makai Senki Disgaea (Kurtis)
- Majin Tantei Nōgami Neuro (Jun Ishigaki)
- Naruto (Kiba Inuzuka)
- Naruto Shippuden (Sado Fujiwara)
- Nurarihyon no mago (Kurotabou)
- Ouran High School Host Club (Akira Komatsuzawa)
- Pandora Hearts (Raven/Gilbert Nightray)
- Peacemaker Kurogane (Tōdō Heisuke)
- Prétear (Hayate)
- Tennis no ōjisama (Kiyosumi Sengoku)
- Princess Princess (Masayuki Koshino)
- Pumpkin scissors (Chorąży Oreldo)
- Romeo x Juliet (Curio)
- Sailor Moon Crystal (Nephrite)
- Colourcloud Palace (Sa Kokujun)
- Saiyuki Reload: Burial (Kenyuu)
- Seito Kaichou ni Chuukoku (Kokusai Yuuzo)
- To Heart 2 (Yuji Kousaka)
- Yakitate!! Japan (Go Chimatsuri)
- Togainu no chi (Akira)
- Uta no Prince-sama (Aijima Cecil)
- Mieruko-chan (Mamoru Yotsuya)

### Drama CD
- 7 Seeds (Arashi Aota)
- Koisuru bōkun (Tetsuhiro Morinaga)
- Shin Megami Tensei III: Nocturne (Isamu Nitta)
- Kirai Ja Nai Kedo (Yukimura Shuji)
- Shiawase Kissa San-Chome (Shindou Satsuki)
- Togainu no Chi (Akira)
- "ZE" (Raizô Shichikawa)
- Hybrid Child (Hazuki)
- Suit wo Nuida Ato (Shuuji Amamiya)

### Gry
- Baten Kaitos: Eternal Wings and the Lost Ocean (Kalas)
- Beast master & Prince (Alfred)
- Blaze Union: Story to Reach the Future (Garlot)
- Clock Zero (Hanabusa Madoka)
- Disgaea (Kurtis)
- Estpolis: The Lands Cursed by the Gods (Idura)
- Hakuōki Shinsengumi Kitan (Saito Hajime)
- Hakuōki Zuisouroku (Saito Hajime)
- Hakuōki Shinsengumi Kitan (PSP) (Saito Hajime)
- Hakuōki Shinsengumi Kitan (PS3) (Saito Hajime)
- Hakuōki Yugiroku (Saito Hajime)
- Harukanaru Toki no Naka de 3: Izayoiki (Fujiwara no Yasuhira)
- Luminous Arc (Heath)
- Marvel vs. Capcom: Clash of Super Heroes (Strider Hiryu)
- Mobile Suit Gundam Battlefield Record U.C. 0081 (Fritz Bauer)
- Moujuutsukai to Oujisama (Alfred)
- Namco × Capcom (Strider Hiryu, Strider Hien)
- Persona 2 (Eikichi Mishina)
- Shin Megami Tensei: Persona 3 (Junpei Iori)
- Shinobi (Shirogane)
- Soul Nomad & the World Eaters (Endorph)
- Soulcalibur II (Hong Yun-seong)
- Soulcalibur III (Hong Yun-seong)
- Soulcalibur III: Arcade Edition (Hong Yun-seong)
- Soulcalibur IV (Hong Yun-seong)
- Soulcalibur: Broken Destiny (Hong Yun-Seong)
- Street Fighter Alpha 3 (Fei-Long)
- Strider 2 (Strider Hiryu)
- Tales of Vesperia   (Yuri Lowell)
- To Heart 2 (Yūji Kōsaka)
- Togainu no Chi (Akira)
- Zettai Zetsumei Toshi 3 (Naoki Kousaka)

### Tokusatsu
- Kamen Rider Den-O (Anthopper Imagin Ari)
- Kamen Rider Decade (Taurus Ballista)
- Kamen Rider OOO (Ei-Sai Yummy)